# Chiesa monumentale del Ritiro
La chiesa monumentale del Ritiro è un edificio religioso situato a Mesoraca, in provincia di Crotone, nel cuore del rione Campo. Considerata uno degli esempi più validi dell'architettura tardobarocca in Calabria, la chiesa è stata dichiarata monumento di interesse nazionale con la legge 1089/39 (abrogata col d.lgs. 29 ottobre 1999, n. 490).

## Storia
È stato edificato grazie all'opera del sacerdote Matteo La Manna, missionario apostolico nativo di Mesoraca il quale, con l'aiuto dei fedeli calabresi, riuscì ad iniziare i lavori della chiesa il 28 aprile 1761 per poi terminarli il 25 luglio 1767, aprendola poi al culto il 6 agosto 1772.

## Struttura
È una pianta a croce latina: l'interno è decorato con ben nove altari in marmi policromi di rinomati maestri marmorari napoletani, con bassorilievi e sculture di angeli in marmo di Carrara. Nella navata sopra ogni altare è posto un dipinto su tela di Francesco Colelli. Nel transetto all'interno di due grandi cornici di stucchi vi sono due affreschi di Vitaliano Alfì e sugli altari due grandi tele commissionate a Napoli di scuola solimenesca, nell'abside un ciclo di affreschi di Pietro Basile al centro dei quali troneggia la particolare e rara tela Madonna allattante di autore ignoto. La cupola raffigura 125 personaggi. Sulla volta della navata, in un'imponente cornice di stucchi, si trova il dipinto dell'Assunta di Pasquale Griffo da Borgia; nel soffitto del transetto due grandi medaglioni con la Madonna Divina Pastora e la Sacra Famiglia. Pregevoli gli arredi della sagrestia, i due cori e il pulpito, tutte opere di intaglio di Emanuele Grimaldi da Catanzaro. L'esterno è decorato da una facciata in pietra in stile neoclassico con tre portali (realizzata da Andrea Pignanelli) e un monumentale campanile sul lato sinistro, nel quale sono ubicate le grandi campane Marinelli del 1770. A destra della facciata si trova la Pia Aedes, il palazzo settecentesco dei Sacerdoti Missionari figli di Maria Santissima, sempre edificato da La Manna, e i resti dell'Oratorio dell'Addolorata, primo tassello del complesso monumentale del Ritiro.